# Polypodium filix
Polypodium filix là một loài dương xỉ trong họ Polypodiaceae. Loài này được L. mô tả khoa học đầu tiên..
Danh pháp khoa học của loài này chưa được làm sáng tỏ. 